# Stefan Kuntz
Stefan Kuntz (* 30. říjen 1962, Neunkirchen, NSR) je bývalý německý fotbalista, který hrával na pozici útočníka. Roku 1991 byl vyhlášen německým fotbalistou roku.
Po skončení hráčské kariéry začal pracovat jako fotbalový trenér.

## Klubová kariéra
Postupně hrál za týmy Borussia Neunkirchen, VfL Bochum, Bayer 05 Uerdingen, 1. FC Kaiserslautern, Beşiktaş JK (Turecko), Arminia Bielefeld a opět VfL Bochum.
S 1. FC Kaiserslautern se stal mistrem Německa (1990/91) a získal i německý fotbalový pohár (1989/90). Dvakrát (1985/86, 1993/94) byl nejlepším střelcem německé Bundesligy.

## Reprezentační kariéra
V A-mužstvu Německa debutoval 18. 12. 1993 v přátelském zápase v Palo Alto proti reprezentaci USA. K vítězství 3:0 přispěl jednou vstřelenou brankou.

S německou reprezentací vyhrál mistrovství Evropy 1996 v Anglii. Hrál i na světovém šampionátu v USA roku 1994. Celkem odehrál v letech 1993–1997 za německý národní tým 25 utkání a vstřelil 6 gólů.

## Trenérská kariéra
Od roku 1999 vedl německá mužstva z nižších lig. V roce 2016 se stal trenérem německé reprezentace do 21 let, s níž vybojoval titul na Mistrovství Evropy hráčů do 21 let 2017 v Polsku (historicky druhý pro Německo).